# ال‌جی‌ای ۱۱۵۵

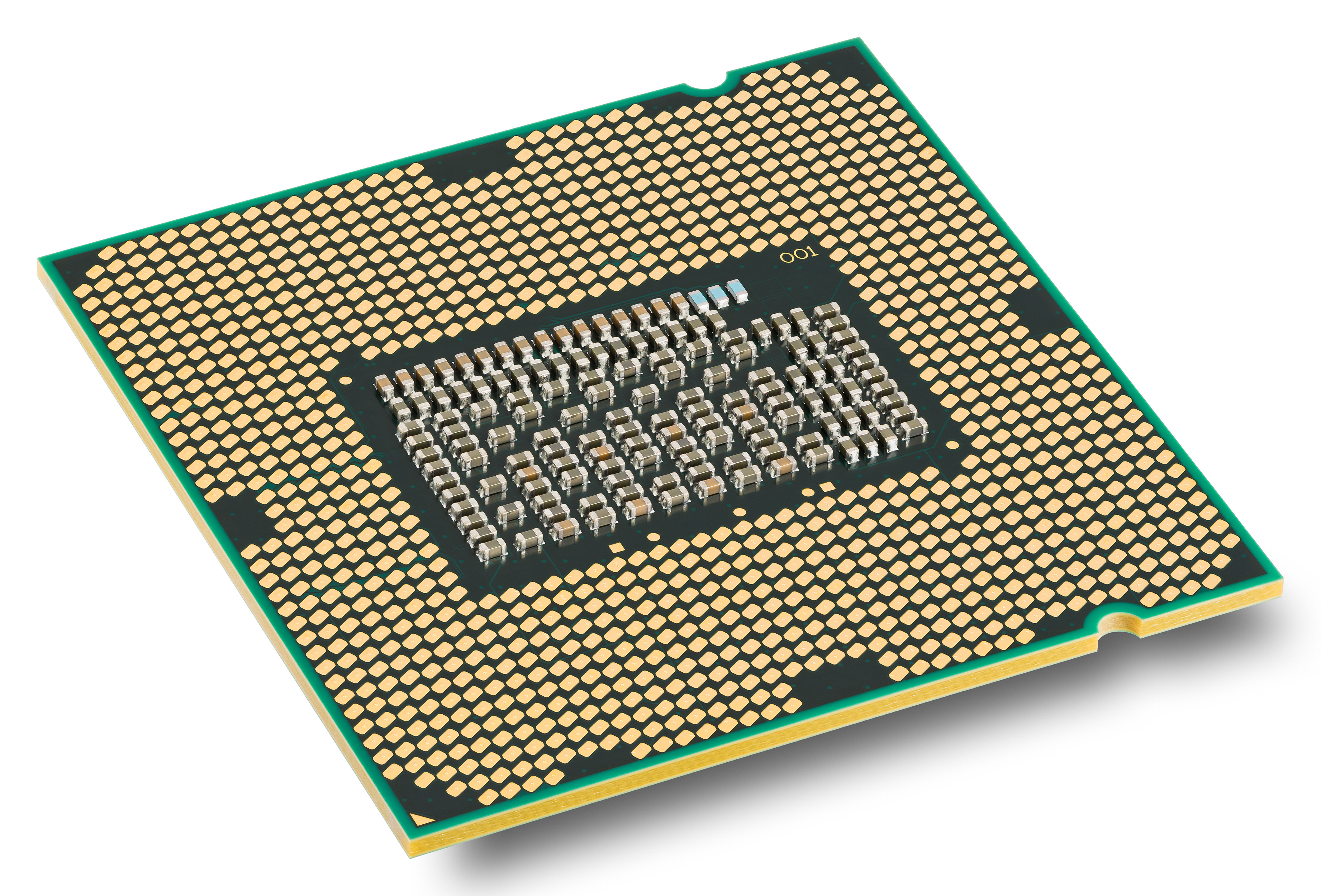
نمای زیرین پردازنده Core i7 2600K که از سوکت ال‌جی‌ای ۱۱۵۵ استفاده می‌کند.

اِل‌جیی‌اِی ۱۱۵۵ (به انگلیسی: LGA1155) که سوکت اچ۲ (به انگلیسی: Socket H2) نیز نامیده می‌شود، نوعی سوکت سی‌پی‌یو با آرایه مشبک کفه؛ مبتنی‌بر ریزپردازنده‌های اینتل سندی بریج و آیوی‌بریج است.